# Taurus Model 85
O Taurus Model 85 é um revólver de armação pequena fabricado pela empresa brasileira de armas de fogo Taurus Armas. Nos Estados Unidos, as armas são comercializadas para porte velado e proteção pessoal.

## Características
O Model 85 está disponível em várias configurações. Isso inclui aço azulado, aço inoxidável, armação de polímero e variantes "Ultralite" construídas em alumínio e titânio, com componentes de trava de aço.
Assim como os revólveres da Smith & Wesson, o Model 85 pode vir com cão exposto, embutido (850) ou "shrouded" (851). No entanto, existem várias diferenças internas significativas entre o Taurus 85 e os revólveres Smith & Wesson semelhantes. Devido a essas diferenças, a Taurus conseguiu manter os custos relativamente baixos. No entanto, essas mesmas diferenças podem tornar a personalização do Model 85 mais cara.
Existem inúmeras opções cosméticas, incluindo controles banhados a ouro e cabos de madeira ou madrepérola. O Model 85 está disponível com canos de 2 ou 3 polegadas, é capaz de disparar projéteis .38 Special de classificação P+ e utiliza segurança de barra de transferência.
Os modelos fabricados após 1997 apresentam o Taurus Security System (em português: "Sistema de Segurança Taurus"), que consiste em um parafuso de cabeça sextavada estilo um quarto de volta, que pode ser configurado para impedir que o cão volte para dentro da armação, tornando a arma inoperante.

## Variantes
A linha do Model 85 foi ampliada para incluir o Model 856. Esse modelo é semelhante ao Model 85, mas adiciona um cartucho adicional no tambor para elevar a capacidade do Model 856 a 6 disparos.
O modelo 85VTA, também conhecido como View, foi introduzido em 2014. Possui um cano de 1,41 polegadas, armação de alumínio, tambor de titânio e uma placa lateral da empunhadura de policarbonato para um peso descarregado de 0,26 kg. Diferentemente de outros modelos, o View é certificado apenas para munição padrão .38 Spl.
Avaliações sobre o View foram mistas. O notável autor Massad Ayoob achou que o exemplar que ele atirou apresentava problemas de precisão e os cartuchos não entravam completamente no tambor. Outro avaliador, não teve esses problemas ao testar a arma. Por fim, o esse modelo não teve sucesso comercial e foi retirado de produção em dezembro de 2014. Um modelo revisado, o "No View", com uma placa lateral da empunhadura de alumínio substituindo a transparente, foi introduzido em 2015.

## Utilizadores
Um dos principais usuários internacionais do revólver Taurus Model 85 foia Singapura, que o utilizou em vários de seus departamentos de segurança até 2017, quando começaram a ser substituídos por pistolas.